# Anna Nehrebecka
Anna Nehrebecka (Bytom, 1947. december 16. –) lengyel színész. Több magyar filmben is feltűnt, mint például az Esztergályos Károly rendezte Kísértésben.
Férje a diplomata Iwo Byczewski.

## Filmjei
- Ritka látogató (1971)
- Kopernikusz (1973)
- Az ígéret földje (1975)
- Diagnózis (1975)
- Lengyel utak (1976-1977)
- Kísértés (1977)
- Éjszakák és nappalok (1978)
- Panna z mokra glowa (1995-1996)
- Zlotopolscy (1997-2000)
- Apám biciklije (2012)
- Szavak nélkül (2013)
- Usta usta (2020-2021)